# Малі Шади
Малі Шади́ (рос. Малые Шады, башк. Кесе Шаҙы) — присілок у складі Мішкинського району Башкортостану, Росія. Входить до складу Великошадинської сільської ради.
Населення — 91 особа (2010; 108 у 2002).
Національний склад:
- башкири — 97 %